# 상하이 지하철 10호선
상하이 지하철 10호선(중국어: 上海轨道交通10号线)은 상하이 지하철의 노선이다. 노선색은 ● 라벤더색이다.
10호선은 중국 최초로 무인 자동화 운전 시스템을 상용화한 도시 철도 체계이다. 10호선의 1차 구간은 신장완청역~훙차오역 구간이며，지선은 룽시루의 항화 지선(航华支线)과 연결되어, 항중루역에 다다른다. 노선 길이는 총 36km이며, 180억 위안의 건설 비용이 들었다. 이중 룽시루역의 동쪽 지선 부분은 2010년 4월 10일에 시운전 후 조기 개통되었고, 룽시루역의 서쪽 본선 구간은 2010년 11월 30일에 개통되었다.

## 노선 정보
- 복선화 구간 : 전 구간
- 전철화 구간 : 전 구간
- 지하 구간 : 항중루, 훙차오역-룽시루-신장완청
- 지면 구간 : 룽바이신춘 남—우중루 주차장

## 배차 간격
| 월요일 ~ 일요일     | 월요일 ~ 일요일 | 월요일 ~ 일요일            | 월요일 ~ 일요일            |
| ------------------- | --------------- | -------------------------- | -------------------------- |
| 시간대명            | 시간            | 본선·지선 공용 구간1（분） | 본선·지선 독립 구간2（분） |
| 피크 시간대         | 7:00 — 19:00    | 5분                        | 10분                       |
| 오전 피크 시간대 전 | 첫차 — 7:00     | 6분 30초—8분               | 13분—15분                  |
| 오후 피크 시간대 후 | 19:00 — 막차    | 6분 30초—8분               | 13분—13분30초              |

- 注1：본선·지선 공용 구간은 신장완청~룽시루 간이다.
- 注2：본선 독립 구간은 룽시루~훙차오 역, 지선 독립 구간은 룽시루~항중루 간이다.[8]

## 역 목록

### 본선
| 역명                                        | 역명            | 역명                                                | 환승                                                                 | 거리 (km) | 거리 (km) | 소재지   |
| 한국어                                      | 중국어          | 영어                                                | 환승                                                                 | 거리 (km) | 거리 (km) | 소재지   |
| ------------------------------------------- | --------------- | --------------------------------------------------- | -------------------------------------------------------------------- | --------- | --------- | -------- |
|                                             |                 |                                                     |                                                                      |           |           |          |
| 훙차오 철도역                               | 虹桥火车站      | Hongqiao Railway Station                            | ■ 2호선 ■ 17호선 상하이 훙차오 역                                    | 0.00      | 0.00      | 민항구   |
| 훙차오 공항 2터미널                         | 虹桥2号航站楼   | Hongqiao Airport Terminal 2                         | ■ 2호선 ■ 공항 링크선 ■ 자민선 (공사중) ■ 시범지역선 (공사중) SHA T2 | 0.56      | 0.56      | 민항구   |
| 훙차오 공항 1터미널                         | 虹桥1号航站楼   | Hongqiao Airport Terminal 1                         | SHA T1                                                               | 1.93      | 2.49      | 민항구   |
| 상하이 동물원                               | 上海动物园      | Shanghai Zoo                                        |                                                                      | 1.96      | 4.45      | 창닝구   |
| 룽시루                                      | 龙溪路          | Longxi Road                                         | ■ 지선                                                               | 1.27      | 10.32     | 창닝구   |
| 수이청루                                    | 水城路          | Shuicheng Road                                      |                                                                      | 1.27      | 11.59     | 창닝구   |
| 이리루                                      | 伊犁路          | Yili Road                                           | ■ 15호선                                                             | 1.25      | 12.84     | 창닝구   |
| 송위엔루                                    | 宋园路          | Songyuan Road                                       |                                                                      | 0.81      | 13.65     | 창닝구   |
| 훙차오루                                    | 虹桥路          | Hongqiao Road                                       | ■ 3호선 ■ 4호선                                                      | 0.99      | 14.64     | 쉬후이구 |
| 교통 대학                                   | 交通大学        | Jiao Tong University                                | ■ 11호선                                                             | 1.27      | 15.91     | 쉬후이구 |
| 상하이 도서관                               | 上海图书馆      | Shanghai Library                                    |                                                                      | 1.18      | 17.09     | 쉬후이구 |
| 산시난루                                    | 陕西南路        | South Shaanxi Road                                  | ■ 1호선 ■ 12호선                                                     | 1.54      | 18.63     | 황푸구   |
| 중국공산당 제1차 전국대표대회 장소 · 신톈디 | 一大会址·新天地 | Site of the First CPC National Congress · Xintiandi | ■ 13호선                                                             | 1.68      | 20.31     | 황푸구   |
| 라오시먼                                    | 老西门          | Laoximen                                            | ■ 8호선                                                              | 0.86      | 21.17     | 황푸구   |
| 위위엔                                      | 豫园            | Yuyuan Garden                                       | ■ 14호선                                                             | 1.35      | 22.52     | 황푸구   |
| 난징둥루                                    | 南京东路        | East Nanjing Road                                   | ■ 2호선                                                              | 1.17      | 23.69     | 황푸구   |
| 톈퉁루                                      | 天潼路          | Tiantong Road                                       | ■ 12호선                                                             | 0.71      | 24.40     | 훙커우구 |
| 쓰촨베이루                                  | 四川北路        | North Sichuan Road                                  |                                                                      | 0.92      | 25.32     | 훙커우구 |
| 하이룬루                                    | 海伦路          | Hailun Road                                         | ■ 4호선 ■ 19호선 (공사중)                                            | 0.92      | 26.24     | 훙커우구 |
| 유뎬신춘                                    | 邮电新村        | Youdian Xincun                                      |                                                                      | 1.19      | 27.43     | 훙커우구 |
| 쓰핑루                                      | 四平路          | Siping Road                                         | ■ 8호선                                                              | 1.01      | 28.44     | 훙커우구 |
| 퉁지 대학                                   | 同济大学        | Tongji University                                   |                                                                      | 0.97      | 29.41     | 양푸구   |
| 궈취안루                                    | 国权路          | Guoquan Road                                        | ■ 18호선                                                             | 0.84      | 30.25     | 양푸구   |
| 우자오창                                    | 五角场          | Wujiaochang                                         |                                                                      | 1.02      | 31.27     | 양푸구   |
| 장완 경기장                                 | 江湾体育场      | Jiangwan Stadium                                    |                                                                      | 0.60      | 31.87     | 양푸구   |
| 싼먼루                                      | 三门路          | Sanmen Road                                         |                                                                      | 1.26      | 33.13     | 양푸구   |
| 인가오둥루                                  | 殷高东路        | East Yingao Road                                    |                                                                      | 1.00      | 34.13     | 양푸구   |
| 신장완청                                    | 新江湾城        | Xinjiangwancheng                                    |                                                                      | 0.79      | 34.92     | 양푸구   |
| 궈판루                                      | 国帆路          | Guofan Road                                         |                                                                      | 1.54      | 36.46     | 양푸구   |
| 솽장루                                      | 双江路          | Shuangjiang Road                                    |                                                                      | 3.25      | 39.71     | 푸둥신구 |
| 가오차오시                                  | 高桥西          | West Gaoqiao                                        |                                                                      | 1.35      | 41.06     | 푸둥신구 |
| 가오차오                                    | 高桥            | Gaoqiao                                             |                                                                      | 1.20      | 42.26     | 푸둥신구 |
| 강청루                                      | 港城路          | Gangcheng Road                                      | ■ 6호선                                                              | 0.99      | 43.25     | 푸둥신구 |
| 지롱루                                      | 基隆路          | Jilong Road                                         |                                                                      | 1.69      | 44.94     | 푸둥신구 |
|                                             |                 |                                                     |                                                                      |           |           |          |

### 지선
| 역명       | 역명     | 역명           | 환승     | 거리 (km) | 거리 (km) | 소재지 |
| 한국어     | 중국어   | 영어           | 환승     | 거리 (km) | 거리 (km) | 소재지 |
| ---------- | -------- | -------------- | -------- | --------- | --------- | ------ |
|            |          |                |          |           |           |        |
| 항중루     | 航中路   | Hangzhong Road |          | 1.03      | 5.48      | 민항구 |
| 즈텅루     | 紫藤路   | Ziteng Road    |          | 1.19      | 6.67      | 민항구 |
| 룽바이신춘 | 龙柏新村 | Longbai Xincun |          | 2.38      | 9.05      | 민항구 |
| 룽시루     | 龙溪路   | Longxi Road    | ■ 10호선 |           |           | 창닝구 |
|            |          |                |          |           |           |        |

## 차량
차체에는 양쪽에 라벤더색 띠가 있으며, 상하이 지하철 1호선과 2호선의 AC-08형 차량과 비슷한 형태이다.

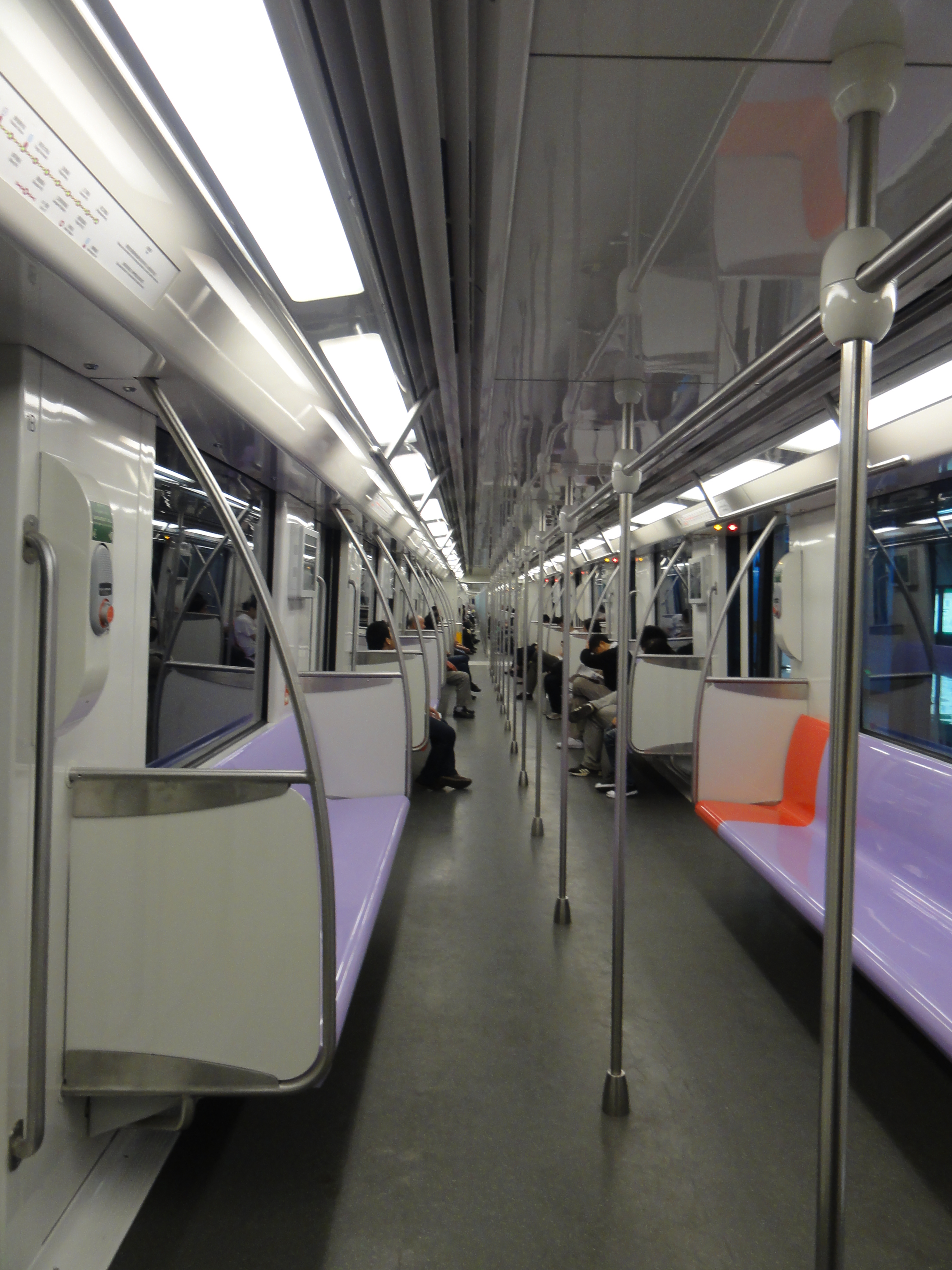
차량 내부

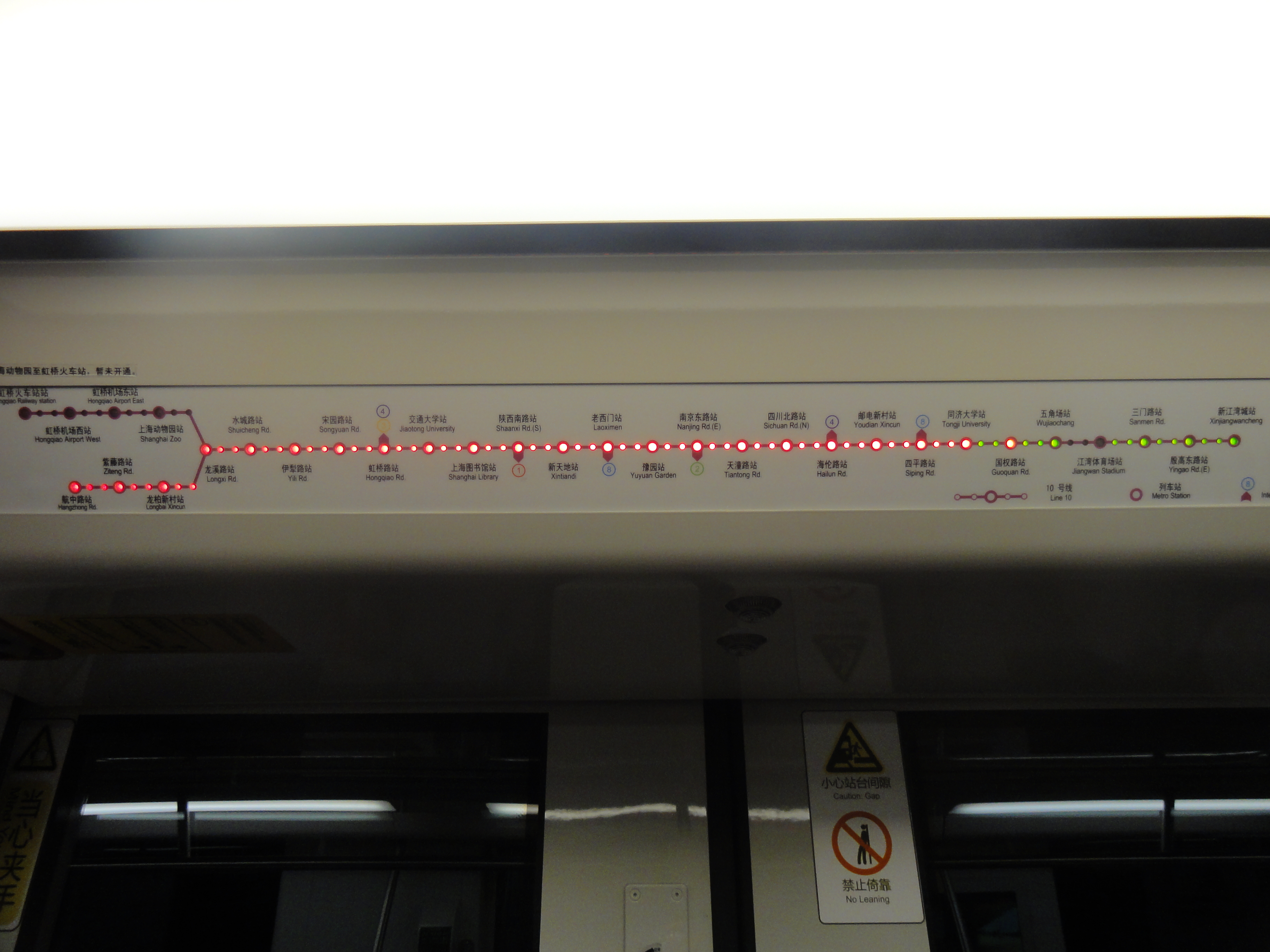
18호선의 전자 노선도

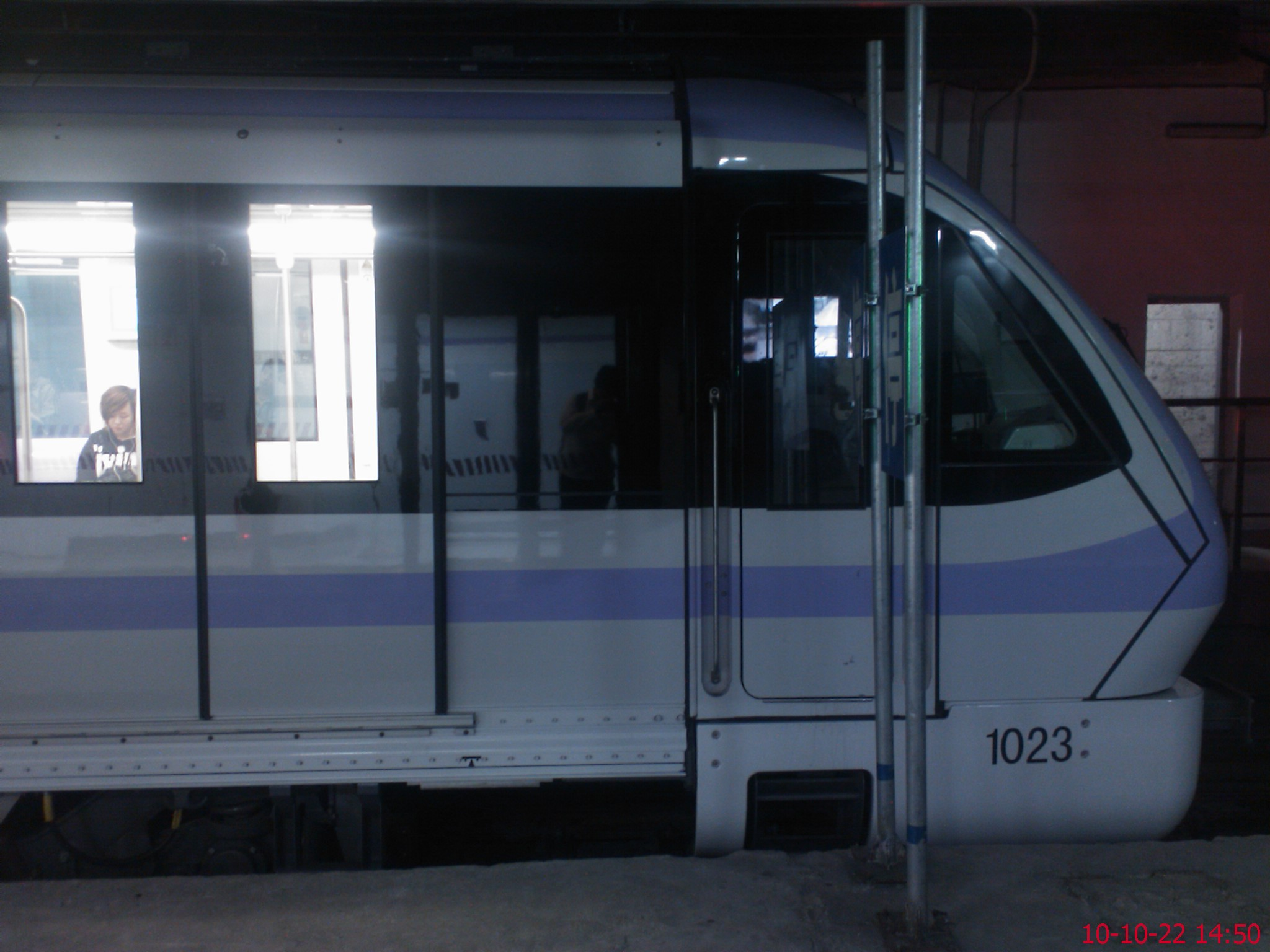
10호선 차량 전두부

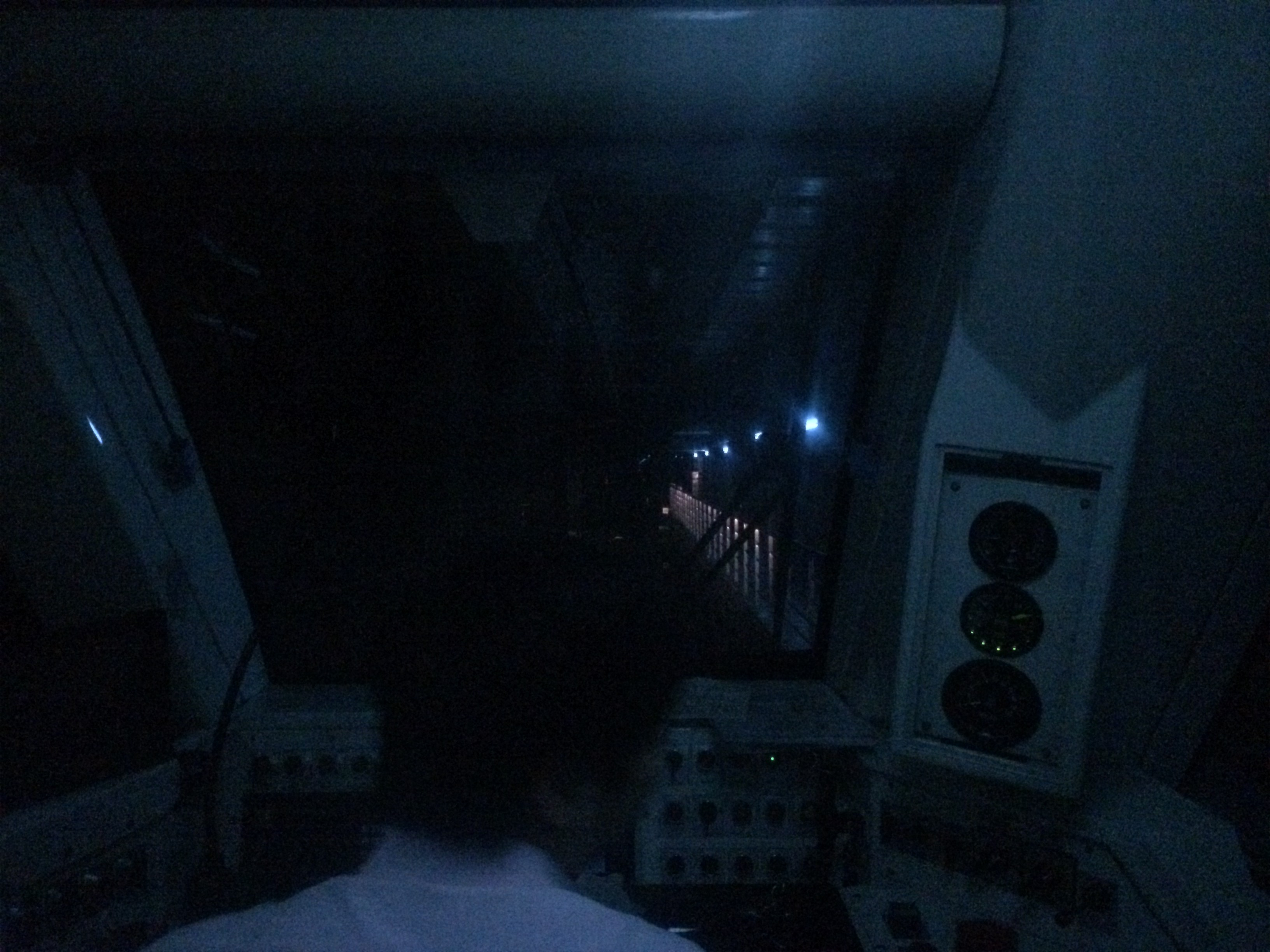
10호선 운전신을 반투명 유리를 통해 본 모습

### 10A01형 전동차
- 제조사：
  - 난징 푸젠 차량공사（홀수번대）
  - 상하이 전기 알스톰（짝수번대）
- 국산화율：70% 이상
- 유형：A형
- 구획：길이 23.54m，폭 3m，용량 최대 310명 탑승 가능
- 설계 속도：80km/h
- 차량 편성：6량 편성（Tc＋Mp＋M＋M＋Mp＋Tc）
- 동력 방식：VVVF 인버터
- 차량 총수：41대（1001-1041）
- 제조년도：2009년—2011년
- 설계 수명：25-30년
- 모든 차량에는 점등식 노선도를 갖추고 있고, 각 객실 통로 위는 LED 디스플레이가 없다. 차량 전두부에는 행선지가 표시되는 붉은색 LED 디스플레이가 있다.
- 참고:
  - 10호선은 총 41대로 246량의 차량을 사용한다. 조달 계약에 따르면, 2009년 3월말 전에 1차분이 도입되었고, 2009년 11월에 18대(108량)이 도입되었고, 2010년 3월에는 26대(156량)이 도입되었으나, 실제 공정은 차이가 있다. 그리고 24대가 세계 박람회에 투입되었다.
  - 2014년 8월, 10호선의 무인화가 시행되어, 검은 반사 방지 필름이 부착된 유리를 통해 승객이 전면부를 볼 수 있으나, 빛 투과율이 높지 않고, 대부분의 구간이 지하에 있어서 관광 가치는 높지 않다.
- 2011년 9월 27일, 1005호, 1016호 열차가 위위안역과 라오시먼역 구간에서 추돌 사고가 일어났으며, 현재 이 두개 열차는 수리 작업 후 운행을 재개했다.

열차 편성 기호 범례：
- B/Mp—팬터그래프가 장착된 동력차
- C/M —팬터그래프가 미장착된 동력차
- A/Tc—무동력 객차

## 연혁
- 2005년 12월 : 10호선의 착공 시작.
- 2009년 2월 1일 : 전체 노선 중 일부구간에서 1쌍의 둥근 표준형 터널 3개가 뚫림.[9]
- 2009년 2월 6일 : 상하이 지하철 10호선의 역명 확정. 단수이루(淡水路) 및 구베이루(古北路)역 등이 신톈디(新天地)와 이리루(伊犁路) 역으로 각각 개칭.
- 2009년 9월 13일 : 10호선 열차의 초기 편성 도입.[10]
- 2009년 9월 14일 : 상하이에서 가장 큰 철도 주차장으로 건설된, 10호선 우중루 주차장(吴中路停车场) 완공.[11]
- 2010년 4월 10일 : 상하이 지하철 10호선의 신장완청역(新江湾城)부터 항중루역(航中路)까지의 구간 개통. 비-피크 시간 09:00~16:00 간을 운영.[12]
- 2010년 7월 3일 이후 : 운행 시간의 아침 및 저녁 피크 시간 적용으로, 5:30~19:30로 연장.
- 2010년 11월 21일 : 룽시루역부터 훙차오역까지의 시운전 돌입.
- 2010년 11월 30일 : 룽시루역부터 훙차오역까지의 구간 개통. 운행 시간을 5:30~22:00로 연장.
- 2012년 5월 4일 : 2차 구간 착공.[13]
- 2013년 4월 10일 : 2차 구간의 공사 환경 영향 평가 1차 공시.
- 2013년 12월 20일 : 2차 구간의 공사 환경 영향 평가 2차 공시.[14]
- 2014년 3월 7일 : 2차 구간의 공사 환경 영향 평가 승인 전 공시.
- 2014년 6월 4일 : 상하이 환경 보호국에서 2차 구간 환경 영향 평가 보고서를 승인.
- 2014년 6월 12일 : 2차 구간 공사 환경 영향 평가 통과.
- 2014년 7월 16일 : 2차 구간의 가능성 조사 보고에서 건설 승인을 받음.
- 2014년 12월 31일 : 10호선의 단일 하루 이용객수가 8천 7천만명으로 최고치를 기록했다.[15]
- 2015년 3월 27일 : 10호선 신장완청~훙차오 역 구간의 첫차 운행 시간을 기존의 5:35분에서 5:25으로 앞당김.

## 향후 구간
신장완청과 자유무역구(外高桥)를 잇는 2차 구간은 9.4km에, 5개역으로, 현재 공사중으로 2018년에 개통될 예정이다. 개통후, 훙차오역(虹桥火车站站)-지룽루역(基隆路站)과 항중루역(航中路站)-신장완청역(新江湾城站)로 운행 경로가 바뀌게 된다.

## 주요 사고
2011년 9월 27일 10호선에서 상하이 지하철 역사상 가장 심각한 사고가 일어났다. 오후 2시 10분, 10호선 신톈디역의 설비 고장으로, 자오퉁 대학 역과 난징둥루 역 상하행의 전화 모드에 불통이 일어나, 열차의 제한속도를 초과했다. 오후 2시 51분, 위위엔역과 라오시먼역 하행 구간내의 1005호 열차와 1016호 열차가 추돌 사고를 일으켜서, 295명이 부상당했다. 사고 구간인 훙차오루 역과 톈퉁루 역 사이의 9개 역 구간이 일시 폐쇄되었고, 나머지 두 구간은 소교로 방식으로 운영하는 것으로 정했다. 9월 28일 20시에 출발한 첫차가, 10호선 이리루 역과 쓰촨베이루 역 사이에서 정지되었다.10월 6일, 최종 조사 결과 발표를 하고, 관련자 12명은 징계 처분을 받았다.

## 기타 사고
- 2010년 1월 6일, 10호선 훙차오 로 숭위안루역 출구 공사 현장에서, 크레인 작업을 하던 중 갑자기 통제 불능 상태에 이르러, 약 5m길이의 긴 다리를 받치고 있는 육중한 기둥이 건설 현장에 있던 2개 차량 차체 지붕 위를 짓눌렀다.[18]

- 2011년 7월 28일, 밤 10시 열차 한대가 룽시루역에서 출발하여, 원래 항중루 방면으로 가야했으나, 훙차오 역으로 후송됐다가, 상하이 동물원 역에 이르렀고, 항중루 역르고 갈 예정이었던 승객이 이 역에서 하차해야했다. 상하이 지하철 측은 "신호 결함"이라고 밝혔다.[19]